# Gonçalo Oliveira
Gonçalo Oliveira (Oporto, Portugal, 17 de febrero de 1995) es un tenista profesional venezolano. 

Tras debutar profesionalmente en 2012, logró llegar al puesto 194 del ranking individual el 25 de diciembre de 2017, mismo año en que disputó un total de 40 torneos en 52 semanas.
En abril de 2022, dejó de representar a Portugal en tour para representar a Venezuela.
Sus mejores resultados los ha obtenido en dobles. Consiguió ingresar al top 100 de ese ranking el 19 de marzo de 2019, mientras que su mejor posición fue la 77° el 24 de agosto de 2020. Ha ganado once títulos categoría Challenger en la modalidad.
Ganó el Future Tailandia F11 a E. Donskoy 4-6 6-2 6-4 el 14 de noviembre de 2023.
Ganó el M25 Brazzaville 01A a Bor Armak 6-4 6-2 el 4 de agosto de 2024.
Oliveira fue suspendido provisionalmente del tenis profesional por la Agencia Internacional de Integridad del Tenis (ITIA) el 17 de enero de 2025. Dio positivo por metanfetamina, una sustancia prohibida no especificada.

## Títulos challenger

### Individuales (1)
| N.° | Fecha                  | Torneo      | Superficie | Oponente en la final | Resultado |
| --- | ---------------------- | ----------- | ---------- | -------------------- | --------- |
| 1.  | 3 de noviembre de 2024 | Brazzaville | Dura       | Filip Cristian Jianu | 6-4, 6-3  |

### Dobles (12)
| No. | Fecha                   | Torneo                  | Superficie          | Compañero            | Rival en la final                     | Resultado            |
| --- | ----------------------- | ----------------------- | ------------------- | -------------------- | ------------------------------------- | -------------------- |
| 1.  | 5 de mayo de 2018       | Challenger de Ostrava   | Tierra batida       | Attila Balázs        | Lukáš Rosol Sergiy Stakhovsky         | 6-0, 7-5             |
| 2.  | 9 de junio de 2018      | Challenger de Shymkent  | Tierra batida       | Lorenzo Giustino     | Lucas Miedler Sebastian Ofner         | 6-2, 7-6 (4)         |
| 3.  | 17 de noviembre de 2018 | Challenger de Kobe      | Pista dura cubierta | Akira Santillan      | Zhe Li Go Soeda                       | 2-6, 6-4, [12-10]    |
| 4.  | 23 de febrero de 2019   | Challenger de Bangkok 2 | Pista dura          | Zhe Li               | Enrique López Pérez Hiroki Moriya     | 6-2, 6-1             |
| 5.  | 18 de mayo de 2019      | Challenger de Samarkand | Tierra batida       | Andrei Vasilevski    | Sergey Fomin Teymuraz Gabashvili      | 3-6, 6-3, [10-4]     |
| 6.  | 1 de junio de 2019      | Challenger de Vicenza   | Tierra batida       | Andrei Vasilevski    | Fabrício Neis Fernando Romboli        | 6–3, 6–4             |
| 7.  | 6 de julio de 2019      | Challenger de Recanati  | Tierra batida       | Ramkumar Ramanathan  | David Vega Hernández Andrea Vavassori | 6–2, 6–4             |
| 8.  | 17 de octubre de 2020   | Challenger de Lisboa    | Tierra batida       | Roberto Cid Subervi  | Harri Heliövaara Zdenek Kolar         | 7-6 (5), 4-6, [10-4] |
| 9.  | 20 de marzo de 2021     | Challenger de Santiago  | Tierra batida       | Luis David Martínez  | Rafael Matos Felipe Meligeni Alves    | 7-5, 6-1             |
| 10. | 19 de junio de 2021     | Challenger de Prostějov | Tierra batida       | Aleksandr Nedovyesov | Roman Jebavý Zdeněk Kolář             | 1-6, 7-6 (5), [10-4] |
| 11. | 30 de octubre de 2021   | Challenger de Lima II   | Tierra batida       | Sergio Galdós        | Tomás Barrios Alejandro Tabilo        | 6-2, 2-6, [10-5]     |
| 12. | 1 de octubre de 2022    | Challenger de Lisboa    | Tierra batida       | Zdeněk Kolář         | Vladyslav Manafov Oleg Prihodko       | 6-1, 7-6 (4)         |